# Bernadette Sebage Rathedi

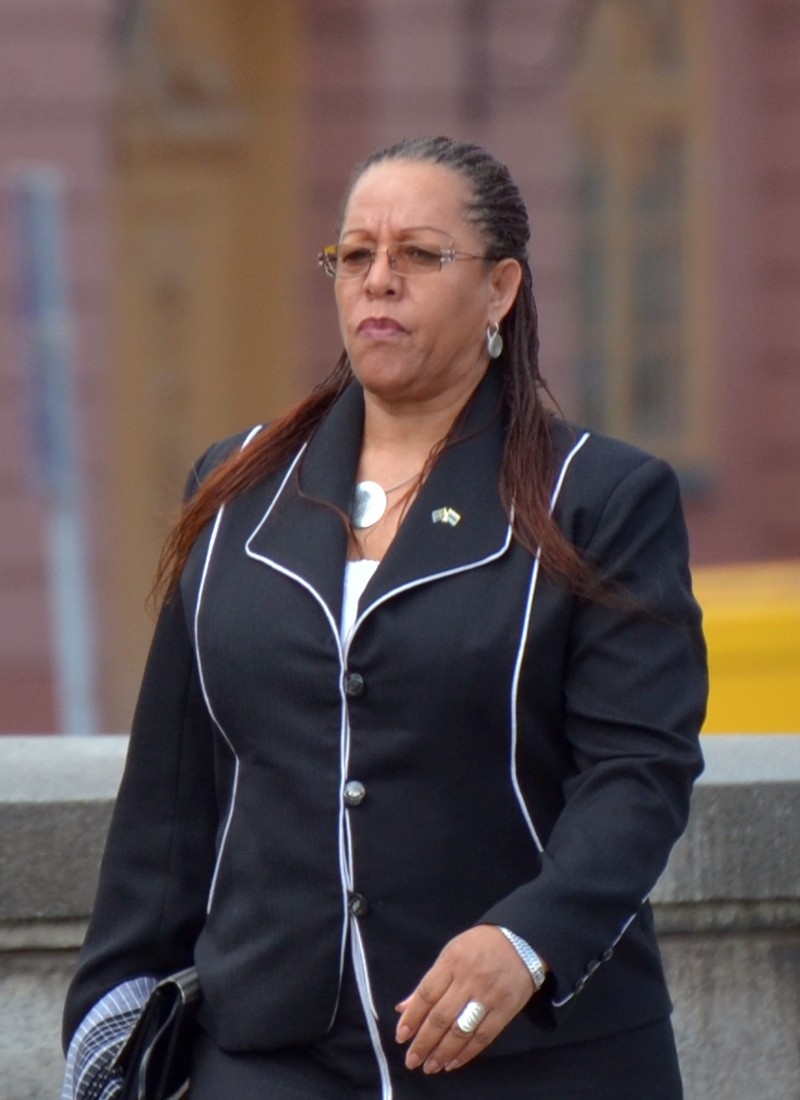
Rathedi đã trình bày Thư tín dụng của mình cho Tổng thống Nga Vladimir Putin vào ngày 18 tháng 1 năm 2007.

Bernadette Sebage Rathedi là một nhà ngoại giao người Botswana và Đại sứ đặc mệnh toàn quyền của Cộng hòa Botswana tại Thụy Điển, với sự công nhận đồng thời cho Nga, Iceland, Na Uy, Đan Mạch, Phần Lan và Ukraine.
Một cựu giám đốc giao thức tại Bộ Ngoại giao và Hợp tác Quốc tế Botswana, Rathedi được bổ nhiệm làm Đại sứ của Botswana tại Thụy Điển vào tháng 6 năm 2005.